# Kurt Stenberg
Kurt Enoch Stenberg (Finnország, Vaasa, 1888. július 11. – Finnország, Kymenlaakso régió, Kotka, 1936. március 26.) olimpiai bronzérmes finn tornász.
Az 1908. évi nyári olimpiai játékokon indult, és mint tornász versenyzett. Csapat összetettben bronzérmes lett.